# John Borgh
John Borgh, född Johan Albert Pettersson 2 juli 1876 i Tyresö församling, död 12 februari 1959 i Västerleds församling, Stockholm, var en svensk skådespelare. Han var gift med skådespelaren Thekla Borgh 1908–1925.

## Filmografi
- 1925 – Hennes lilla majestät
- 1928 – Gustaf Wasa del I

## Teater

### Roller (ej komplett)
| År   | Roll         | Produktion                                                               | Regi               | Teater                |
| ---- | ------------ | ------------------------------------------------------------------------ | ------------------ | --------------------- |
| 1907 | Länsman      | Ett köpmanshus i skärgården Emilie Flygare-Carlén                        |                    | Östermalmsteatern     |
| 1907 |              | Greven av Monte Christo Alexandre Dumas den äldre                        |                    | Östermalmsteatern     |
| 1908 | Biktfadern   | Herr Bengts hustru August Strindberg                                     | Axel Berggren      | John Borghs sällskap  |
| 1920 | Kapten Bruce | I bohuslänska skärgården, eller Store Per och Lille Per Oscar Wennersten | Pierre Fredriksson | Söders friluftsteater |

### Fotnoter
1. ↑  ”John Borgh”. Svensk Filmdatabas. https://www.svenskfilmdatabas.se/sv/item/?type=person&itemid=58773. Läst 20 oktober 2012.
2. ↑  ”Thekla Borgh”. Svensk Filmdatabas. https://www.svenskfilmdatabas.se/sv/Item/?type=person&itemid=57889. Läst 20 oktober 2012.
3. ↑  Bo Bergman (12 september 1907). ”Teater, konst, litteratur”. Dagens Nyheter:  s. 3. http://arkivet.dn.se/tidning/1907-09-12/13428A/3. Läst 5 februari 2017.
4. ↑  ”Teater, konst, litteratur”. Dagens Nyheter:  s. 3. 23 november 1907. http://arkivet.dn.se/tidning/1907-11-23/13500A/3. Läst 5 februari 2017.
5. ↑  ”Luleå teater”. Norrbottenskuriren:  s. 3. 21 september 1908. https://tidningar.kb.se/f0s3m9mscm852g8z/part/1/page/3. Läst 10 augusti 2025.
6. ↑  ”Teaterannons”. Dagens Nyheter:  s. 11. 8 juni 1920. https://tidningar.kb.se/fzrwq94r45nhdt8/part/1/page/11. Läst 7 augusti 2025.
7. ↑  ”I marginalen: Söders friluftsteater”. Svenska Dagbladet:  s. 8. 14 juni 1920. https://tidningar.kb.se/wf7b38c72svc0fw/part/1/page/8. Läst 7 augusti 2025.